# Paula Malia

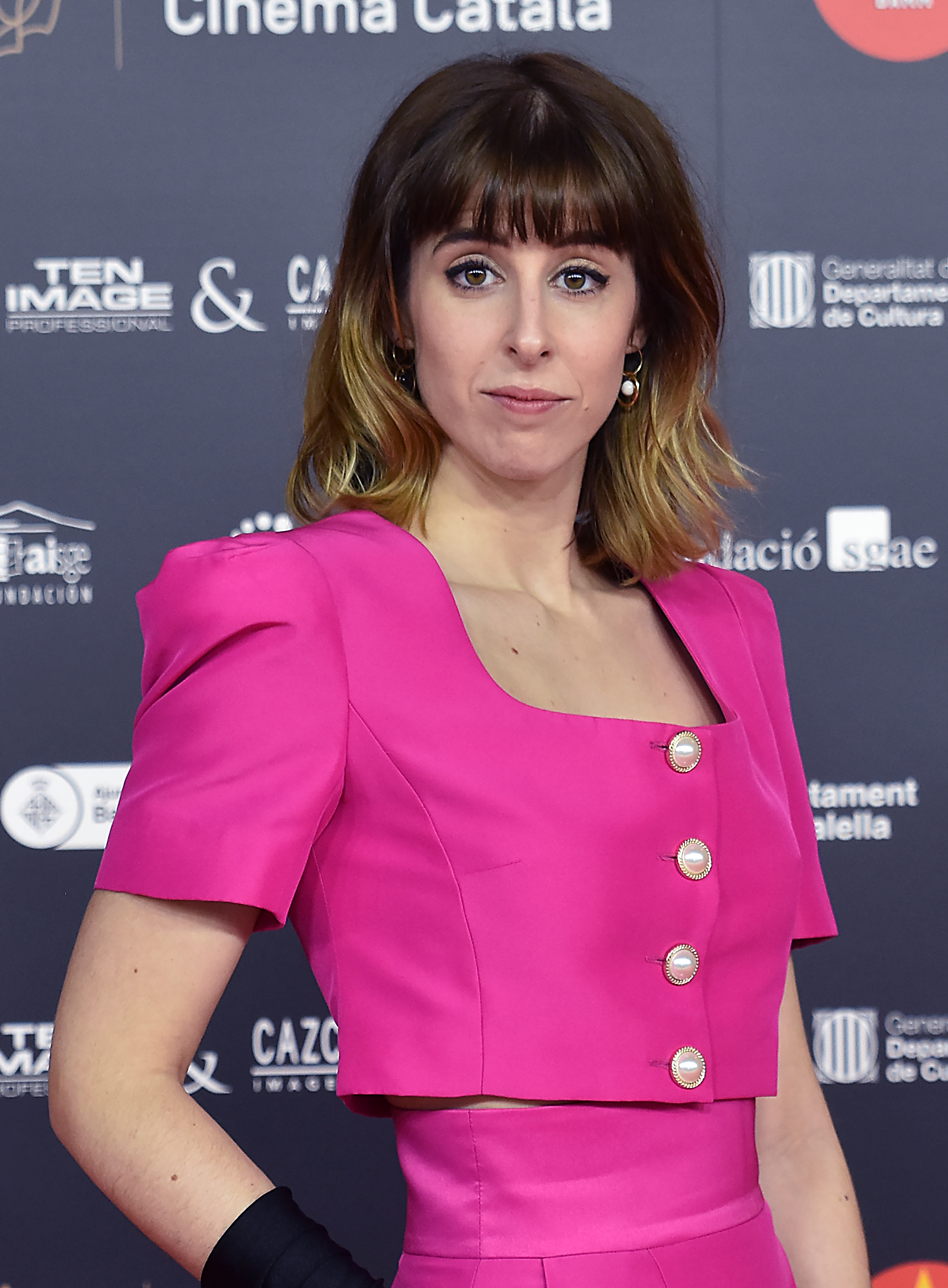
Paula Malia

Paula Malia (Barcellona, 29 settembre 1990) è un'attrice spagnola. Nota per aver interpretato Teresa Díaz nella serie Benvenuti in famiglia (2018). Ha anche interpretato Carmen nella serie Netflix Valeria (2020-2023).

## Biografia
Ha studiato recitazione alla Eòlia School di Barcellona. Inoltre, attualmente studia presso l'Istituto Teatrale di Barcellona. Fa parte del gruppo musicale The Mamzelles insieme a Rigoberta Bandini e Bàrbara Mestanza. Il gruppo è diventato famoso quando è stato protagonista di una pubblicità sul riciclaggio per la Generalitat de Catalunya.
Ha iniziato la sua carriera in televisione nel programma di sketch sportivi Crakòvia, dove ha imitato vari personaggi, tra cui Pilar Rubio Fernández.
Nel 2014 ha fatto parte del cast della serie TV3 El crac, scritta, diretta e interpretata da Joel Joan. L'anno seguente ha fatto un'apparizione nella serie televisiva La Riera, dove ha interpretato Vanessa.
Nel 2016 è stata una delle protagoniste della seconda stagione della serie TV3 Cites, dove interpretava Elena, una giovane donna allegra e sognatrice senza molta fortuna in amore. Malia è apparsa in 6 episodi della serie sia come personaggio secondario per gli appuntamenti del suo compagno di stanza Dídac, sia con i suoi con Berto, Quim e Gérard.
Nel 2019 è entrata a far parte come personaggio secondario nella serie originale Netflix Il vicino e nel 2020 ha firmato sulla stessa piattaforma per essere una delle protagoniste della serie Valeria, interpretando Carmen.

## Filmografia

### Cinema
- Animals, regia di Marçal Forés (2011)
- Los inocentes, regia di Carlos Alonso-Ojea (2012)
- Gente que viene y bah, regia di Patricia Font (2019)
- Loco por ella, regia di Dani de la Orden (2021)

### Televisione
- Crackòvia - serie TV, 6 episodi (2013-2015)

- El crac - serie TV, 6 episodi (2014)
- La Riera - serie TV, 1 episodio (2015)
- Cites - serie TV, 6 episodi (2016)
- La peluquería - serie TV, 1 episodio (2017)
- Cançó per tu - film TV, (2018)
- Si no t'hagués conegut - serie TV, 10 episodi (2018)
- Benvenuti in famiglia (Benvinguts a la família) - serie TV, 9 episodio (2019)
- Il vicino (El vecino) - serie TV, 8 episodi (2019-2021)
- Valeria - serie TV, 24 episodi (2020-2023)
- L'última nit del Karaoke - serie TV, 10 episodi (2021)

### Teatro
- The experiment - (2012)
- My sweet country - (2012-2013)
- Orgia - (2013)
- Safari Pitarra - (2014)
- La importància de ser Frank - (2018)[6]
- Jacuzzi - (2019)[7]
- Sota la neu - (2021)[8]

### I Mamzelles
Nel 2012 il gruppo ha pubblicato il loro primo album Que se desnude otra con Discmedi. Nel 2014 il gruppo ha pubblicato il suo secondo album intitolato Totem También con l'etichetta discografica Discmedi e prodotto da Fluren&Santos.